# Belfort van Veurne
Het belfort van Veurne is een belforttoren in de Belgische stad Veurne. Het bouwwerk staat op de werelderfgoedlijst van UNESCO als onderdeel van de inschrijving van een groep belforten in België en Frankrijk.
Met de bouw van het belfort werd vermoedelijk gestart omstreeks 1617. De toren werd afgewerkt in 1628. Het gebouw bezit een vierkante sokkel met vier verdiepingen. Een achtzijdige bovenbouw met balustrade wordt bekroond door een opengewerkte lantaarntoren en een kleinere peervormige spits. Het belfort maakt deel uit van het complex van het Landshuis dat enige tijd eerder werd voltooid.